# Maravilla
Maravilla – nadziemna stacja złotej linii metra w Los Angeles w mieście East Los Angeles. Stacja została oddana do eksploatacji w roku 2009 na nowym odcinku złotej linii znanym jako Gold Line Eastside Extension.

## Godziny kursowania
Tramwaje złotej linii kursują codziennie w godzinach od 5.00 do 0.15.

## Opis stacji
Stacja składa się z jednej platformy zbudowanej wzdłuż jezdni East 3rd Street pomiędzy ulicami South Ford Boulevard i South Mac Donald Avenue. W pobliżu znajduje się przecięcie Autostrady Międzystanowej Nr 710 (Long Beach Freeway) z Kalifornijską Drogą Stanową Nr. 60 (Pomona Freeway). Stacja położona jest w środkowej części East L.A. Stację zdobią zdobione aluminiowe panele w kształcie migdałów wykonane przez Jose Lopeza. Nazywają się "Maravilla Hearts of Token".

## Połączenia autobusowe
- Metro Local: 256
- Montebello Transit: 40
- El Sol